# Darwin Blanch
Darwin Blanch (* 28. September 2007 in Boca Raton, Florida) ist ein US-amerikanischer Tennisspieler.

## Leben
Darwin Blanch zog in seiner Jugend häufig um, da sein Vater Ernesto für Coca-Cola arbeitete. Kurz nach seiner Geburt in Florida siedelte seine Familie nach Thailand über, wo Darwin auf dem Tennisplatz im Garten mit seinen Brüdern trainierte, bis er acht Jahre alt war. Seine Brüder Ulises (* 1998) und Dali (* 2003) wurden ebenfalls Tennisprofis. Anschließend trainierte er vier Jahre in Argentinien, bevor er mit der USTA in Orlando zusammenarbeitete. Ab 2024 trainiert Blanch an der Ferrero Tennis Academy der ehemaligen spanischen Nummer 1 Juan Carlos Ferrero in Alicante, Spanien. Blanch spricht neben Englisch auch Spanisch, Thai und Chinesisch.

### Karriere
Blanch spielte zwischen 2021 und 2023 auf der ITF Junior Tour. Dort nahm er viermal an Grand-Slam-Turnieren teil, wo er sein bestes Resultat beim Turnier in Wimbledon 2023 erzielte, als er sowohl im Einzel aus auch im Doppel mit 15 Jahren das Halbfinale erreichte. Er verlor im Einzel gegen den Russen Jaroslaw Djomin, der nach dem Turnier zur Nummer 1 wurde. Am Rande des Turniers in Wimbledon trainierte Blanch mit Carlos Alcaraz, der ihm Ratschläge gab. Im selben Jahr hatte Blanch auch schon im Halbfinale der French Open gestanden, in dem er gegen Dino Prižmić verloren hatte. In der Junioren-Rangliste erreichte Blanch Anfang 2024 Platz 4; er trat ab diesem Jahr aber nur noch bei den Profis an, obwohl er noch bis Ende 2025 als Junior spielberechtigt wäre.
Bei den Profis spielte Blanch sein erstes Turnier 2022 mit 14 Jahren. Auf der drittklassigen ITF Future Tour kam er im April 2023 das erste Mal über die zweite Runde hinaus und erreichte das Halbfinale. Zu Beginn des Jahres 2024 lang der Fokus von Blanch erstmals voll auf dem Erwachsenen-Tennis. Ihm gelangen in diesem Jahr drei weitere Future-Endspiele zu erreichen, sein erstes Endspiel auf diesem Niveau verlor er. Wegen der Erfolge in seinem noch jungen Alter erhielt Blanch auch bei höherdotierten Turnieren der ATP Challenger Tour und der ATP Tour Chancen zu Teilnahme in Form von Wildcards – ein Sieg gelang ihm dort allerdings noch nicht. Sein Debüt auf der ATP Tour gab er im März 2024 gegen den Tschechen Tomáš Macháč beim Miami Masters. Das Highlight der Saison wurde für Blanch das Masters-Turnier in Madrid, als er in der ersten Runde auf den Sandplatzkönig Rafael Nadal stieß, gegen den er beim 1:6, 0:6 chancenlos war. Im September des Jahres stieg er in die Top 900 der Weltrangliste ein.